# Йохан фон Флекенщайн (Базел)
Йохан фон Флекенщайн (на немски: Johann von Fleckenstein; * пр. 1398; † 20 декември 1436) от линията Дагщул на благородническата фамилия Флекенщайн до северните Вогези в Елзас, е епископ на Базел (1423 – 1436).

## Произход и духовна кариера
Той е син на Хайнрих XI фон Флекенщайн († 1420) и втората му съпруга графиня Агнес фон Мьорз-Сарверден, дъщеря на граф Дитрих V фон Мьорз, господар на Дидам († 12 ноември 1365), и Катарина фон Рандерат († 1352). Той е брат или полубрат на Фридрих III фон Флекенщайн, който е убит на 2 юли 1431 г. в битката при Булгневил.
Йохан е през 1398 г. пропст на манастир „Св. Георгенберг“ при Вормс и бенедиктинец в манастир Селц. От 1412 г. е абат на Селц. През 1423 г. той става, без избор от катедралния капител, епископ на Базел и на 8 януари 1423 г. е одобрен от папа Мартин V.
Йохан одобрява правата на град Базел и прави опит да спечели отново заложените от Диболд VIII фон Нойенбург собствености на манастира. Понеже Диболд VIII се съпротивлява, започва война, която Йохан, с помощта на град Базел, успешно печели през 1426 г. Така той прави обаче финансови задължения при град Базел.
По време на неговата служба през 1431 г. започва „Църковният събор в Базел“ (1431 – 1449). След смъртта му той е погребан в катедралата на Базел.